# Soufli
Soufli (griechisch Σουφλί [suˈfli] (n. sg.), bulgarisch Софлу, türkisch Sofulu) ist eine griechische Gemeinde in der Region Ostmakedonien und Thrakien. Die Kleinstadt Soufli mit rund 3800 Einwohnern bildet den Verwaltungssitz und das Zentrum der Gemeinde. Die Gemeinde wurde 2010 aus den ehemaligen Gemeinden Soufli, Orfeas und Tychero gebildet.

## Lage
Die Gemeinde Soufli liegt im äußersten Osten der Region Ostmakedonien und Thrakien. Mit 1325,721 km² ist sie die flächengrößte Gemeinde der Region. Im Norden grenzt die Gemeinde an den bulgarischen Oblast Chaskowo sowie die Gemeinde Didymoticho, im Osten bildet der Evros die Grenze zur türkischen Provinz Edirne. Im Süden grenzt die Gemeinde Alexandroupoli, im Westen die Gemeinden Arriana und Maronia-Sapes an Soufli.

## Geschichte
Das Gebiet am Fluss Evros gilt als ältester europäischer Standort der Seidenherstellung. Unter osmanischer Herrschaft im 19. Jahrhundert erlebte die Stadt ihre Blüte, als sie mit der industriellen Revolution und dem Anschluss 1872 an die Zugstrecke Dedeağaç–Edirne zum florierenden Zentrum der Seidenraupenzucht und Seidenherstellung wurde. Die Produktion wuchs nach der Wende zum 20. Jahrhundert auf bis zu 40 Tonnen Seidenfäden jährlich an. Fast die gesamte Einwohnerschaft lebte von der Seidenproduktion, Maulbeerwälder prägten die Uferzonen des Evros. Das Seidenmuseum widmet sich heute der Dokumentation dieses Wirtschaftszweigs.
Die Balkankriege führten zum wirtschaftlichen Niedergang der Region. Verstärkt wurde dies dadurch, dass Soufli, als Thrakien 1923 geteilt wurde, mit Westthrakien zu Griechenland kam und nicht nur sein östlich des Flusses Evros gelegenes Hinterland – mit den zur Seidenraupenzucht erforderlichen Anpflanzungen von Maulbeerbäumen – verlor, sondern auch die schiffbare Verbindung zur Ägäis über den Evros, der jetzt Grenzfluss geworden war. Hinzu kam das Vordringen der synthetischen industriellen Kunstfasern. Heute sind noch etwa 50 Personen mit der Seidenproduktion beschäftigt.
Im Jahre 1908 hatte die Stadt etwa 12.000 bis 13.000 Einwohner. Neben der Seidenproduktion war der Weinbau der zweite wichtige Wirtschaftszweig.

## Religion
Im Ort Kornofolia lässt sich die landesweit bekannte Ikone der Panagia Portaitissas (dt.: Gottes Mutter an der Forte) im gleichnamigen Nonnenkloster besichtigen. Pilger aus allen Landesteilen kommen vor allem zum jährlich stattfindenden Patronatsfest am 15. August zur Verehrung der Ikone und zum Gebet. Im Klosterkomplex gibt es Übernachtungsmöglichkeiten für die Pilger. Die Nonnen bewirtschaften das umliegende Gut und finanzieren sich rein durch Spenden und von dem was erwirtschaftet wird.

## Verwaltungsgliederung

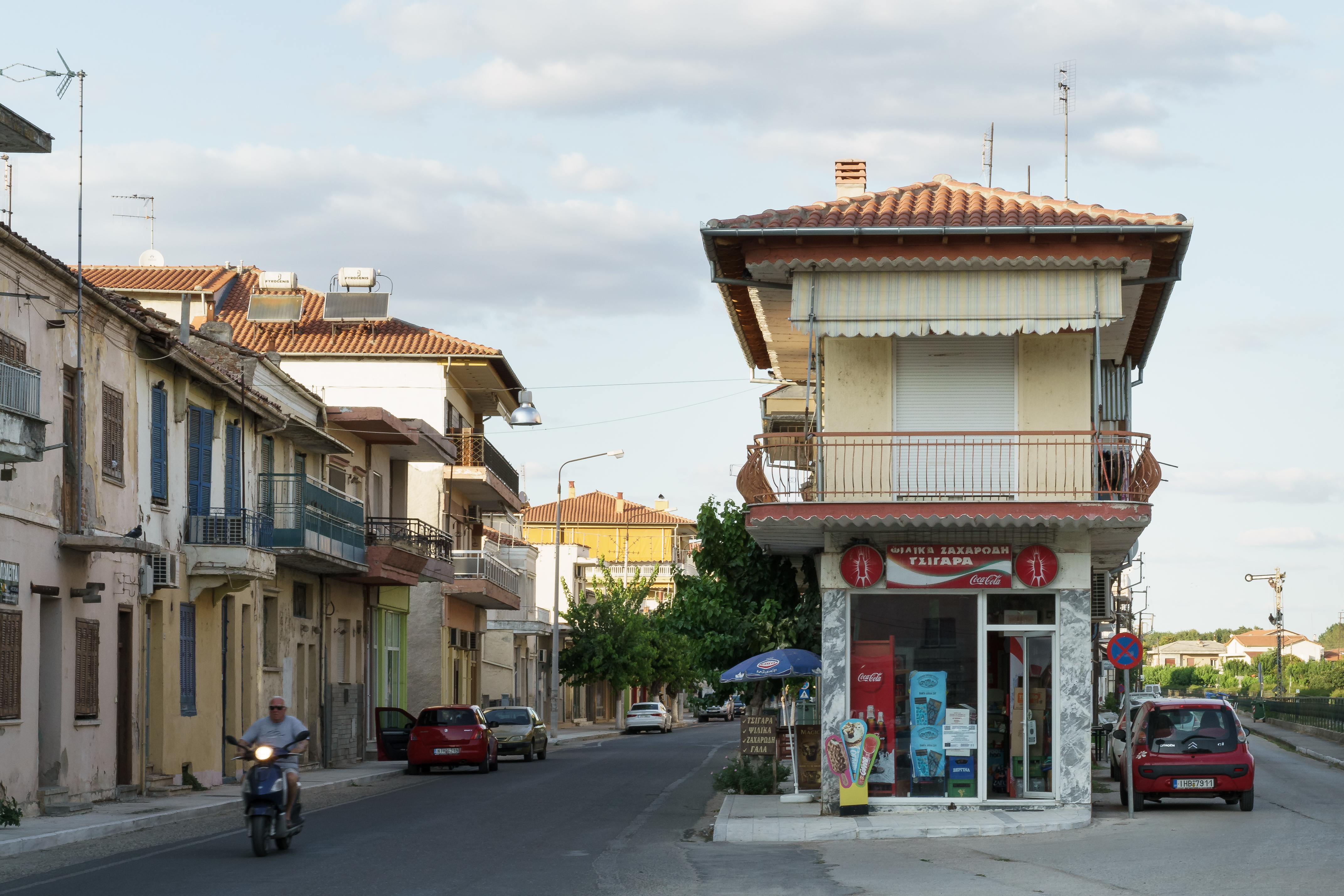
Odos Vasileos Georgiou, Ecke Odos Papanastasiou

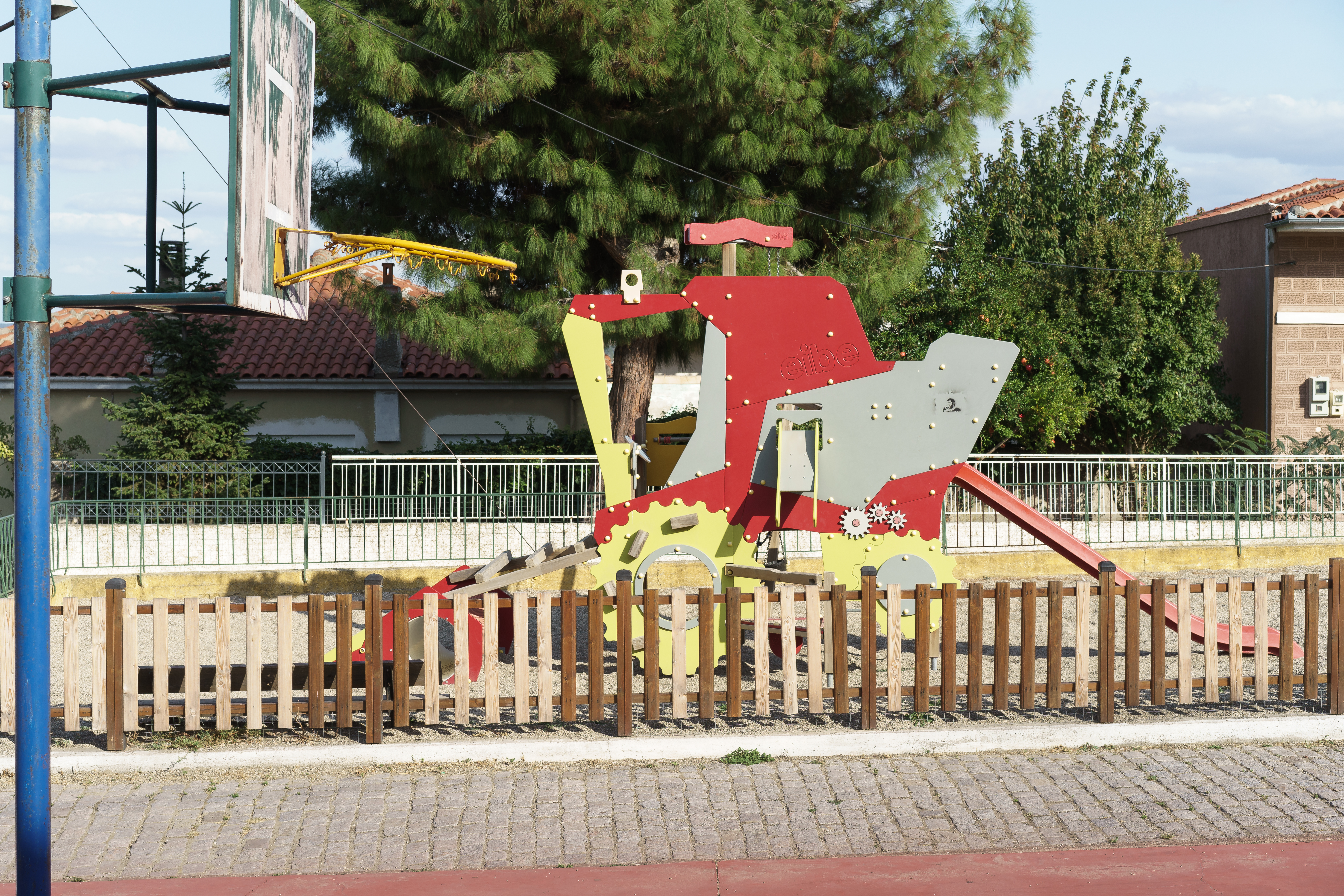
Spielplatz

Die Gemeinde Soufli wurde durch die Verwaltungsreform 2010 aus den ehemaligen Gemeinden Soufli, Orfeas und Tychero gebildet, diese haben seitdem den Status von Gemeindebezirken. Verwaltungssitz ist in der Stadt Soufli. Nach der Volkszählung von 2011 hatte die Gemeinde 14.941 Einwohner.
| Gemeindebezirk | griechischer Name         | Code   | Fläche (km²) | Einwohner 2001 | Einwohner 2011 | Stadtbezirke / Ortsgemeinschaften (Δημοτική /Τοπική Κοινότητα)        | Lage |
| -------------- | ------------------------- | ------ | ------------ | -------------- | -------------- | --------------------------------------------------------------------- | ---- |
| Soufli         | Δημοτική Ενότητα Σουφλίου | 030501 | 462,740      | 7.519          | 6.170          | Soufli, Dadia, Kornofolia, Lagyna, Lykofos                            |      |
| Orfeas         | Δημοτική Ενότητα Ορφέα    | 030502 | 644,456      | 6.146          | 4.761          | Mikro Derio, Lavara, Amorio, Kyriaki, Mandra, Mavrokklisi, Protoklisi |      |
| Tychero        | Δημοτική Ενότητα Τυχερού  | 030503 | 219,945      | 4.103          | 4.010          | Tychero, Lefkimmi, Lyra, Provatonas, Tylakto                          |      |
| Gesamt         | Gesamt                    | 0305   | 1327,141     | 17.768         | 14.941         |                                                                       |      |

## Persönlichkeiten
- Dimitrios Mouchlias (* 2001), Volleyballspieler